# Copa Mundial de Rugby League de 1960
La Copa Mundial de Rugby League de 1960 fue la tercera edición de la Copa del Mundo de Rugby League.

## Equipos
- Australia
- Francia
- Gran Bretaña
- Nueva Zelanda

## Fase de grupos
| Equipo        | Encuentros | Encuentros | Encuentros | Encuentros | Tantos  | Tantos    | Tantos     | Puntos |
| Equipo        | jugados    | ganados    | empatados  | perdidos   | a favor | en contra | diferencia | Puntos |
| ------------- | ---------- | ---------- | ---------- | ---------- | ------- | --------- | ---------- | ------ |
| Gran Bretaña  | 3          | 3          | 0          | 0          | 66      | 18        | +48        | 6      |
| Australia     | 3          | 2          | 0          | 1          | 37      | 37        | 0          | 4      |
| Nueva Zelanda | 3          | 1          | 0          | 2          | 32      | 44        | −12        | 2      |
| Francia       | 3          | 0          | 0          | 3          | 19      | 55        | −36        | 0      |

Nota: Se otorgan 2 puntos al equipo que gane un partido, 1 al que empate y 0 al que pierda.
|  | Campeón |

### Resultados
| 24 de septiembre | Gran Bretaña | 23 - 8 | Nueva Zelanda |  |  |

| 1 de octubre | Australia | 21 - 15 | Francia |  |  |

| 1 de octubre | Gran Bretaña | 33 - 7 | Francia |  |  |

| 1 de octubre | Australia | 21 - 15 | Nueva Zelanda |  |  |

| 8 de octubre | Francia | 0 - 9 | Nueva Zelanda |  |  |

| 8 de octubre | Gran Bretaña | 10 - 3 | Australia |  |  |

| Bandera del Reino Unido |
| Campeón Gran Bretaña    |
| Segundo título          |